# Polokonzerva
Polokonzerva je pasterovaný výrobek neprodyšně uzavřený v obalu, se zvýšenou trvanlivostí, nejvýše však 6 měsíců. Výroba a skladování polokonzerv podléhá v Česku zákonu č. 110/1997 Sb., o potravinách a tabákových výrobcích a o změně a doplnění některých souvisejících zákonů ve znění pozdějších předpisů, což jsou například vyhláška č. 287/1997 Sb., o veterinárních požadavcích na živočišné produkty, vyhláška č. 294/1997 Sb., o mikrobiologických požadavcích na potraviny, způsobu jejich kontroly a hodnocení, ve znění vyhlášky č. 91/1997 Sb., nebo vyhláška č. 264/2003 Sb., pro maso, masné výrobky, ryby a výrobky z nich. Vyhlášky spadají pod Nařízení Komise (ES) č. 2073/2005, o mikrobiologických kritériích pro potraviny, jako součásti nařízení Evropského parlamentu a Rady (ES) č. 852/2004, o hygieně potravin.